# Paduniella filamentosa
Paduniella filamentosa är en nattsländeart som beskrevs av Jacquemart och Statzner 1981. Paduniella filamentosa ingår i släktet Paduniella och familjen tunnelnattsländor. Inga underarter finns listade i Catalogue of Life.